# Meroles cuneirostris
Meroles cuneirostris es una especie de lagarto del género Meroles, familia Lacertidae, orden Squamata. Fue descrita científicamente por Strauch en 1867.

## Descripción
La longitud hocico-respiradero en adultos es de 13-15 centímetros.

## Distribución
Se distribuye por Namibia y Sudáfrica.